# Mühlhausen (Diemelsee)
Koordinaten: 51° 22′ 56″ N, 8° 47′ 41″ O
Mühlhausen ist eine Wüstung in der Gemarkung von Adorf in der nordhessischen Gemeinde Diemelsee.

## Geographische Lage
Der Ort lag auf etwa 323 Meter über Normalhöhennull. Der Ort der Wüstung ist etwa zwei Kilometer nördlich von Adorf (siehe Koordinatenangaben).

## Geschichte
Mühlhausen wurde mehrfach urkundlich erwähnt. Es sind mehrere Namensvarianten bekannt. Das Ersterwähnungsdatum der Wüstung ist unklar. Als früheste Erwähnung kann 1216 angenommen werden. Die bekannten urkundlichen Zeugnisse finden sich in folgender Übersicht:
- Mulenhusen, de (1216) [Urkunden Kloster Bredelar, S. 50–51, Nr. 16]
- Mulnhusen, de (1244) [Urkunden Kloster Bredelar, S. 60–61, Nr. 38]
- Mulhusen (1323) [Urkunden der Propstei Marsberg, S. 90, Nr. 118]
- Mulehusen, in (1324) [Urkunden Kloster Bredelar, S. 142, Nr. 212]
- Můlhůsen, in (1334) [Urkunden Kloster Bredelar, S. 152–153, Nr. 246]
- Mulhusz iuxta Patberg, in (1332–1344) [Urkunden zur Geschichte der Fürstenthümer Waldeck und Pyrmont, bearb. von Louis Curtze, o. J., Exemplar in der Dienstbibliothek des Hessischen Staatsarchivs Marburg, S. 39–50, Nr. 31]
- Molhuissen bie Adorff (1526)

1323 übertrugen die von Horhusen der Propstei Marsberg ein Gut in Mühlhausen bei Padberg, das Gerbodo von Mühlhausen von ihnen zu Lehen hatte. Der Ritter Johannes von Rhena und sein Bruder Hermann überließen im Jahr darauf gleichfalls ein Gut im Dorf Mühlhausen, mit dem Albert von Mühlhausen belehnt war, Propst und Konvent in Marsberg. 1324 verkaufte Knappe Johannes von Adorf dem Kloster Bredelar die Hälfte seines in der Pfarrei Adorf gelegenen Guts (boni) zu Mühlhausen. 1334 erwarb das Kloster 1/2 Gut in Mühlhausen. 1335 stiftete der Bredelarer Konverse Dietmar dem Kloster 24 Mark für ein Gut (bono) in Mühlhausen. 1366 verzichteten die von dem Scharfenberg gegenüber dem Kloster auf ein Gut in Mühlhausen. 1447 bestätigte Graf Otto von Waldeck dem Kloster, dass der verstorbene Johann von Osterhausen den halben Hof in Mühlhausen zu einer ewigen Memorie gestiftet hatte. 1509 tauschte die Propstei Marsberg mit dem Kloster zwei Hufen zu Mühlhausen gegen zwei Anteile an der Asper Mark samt dem Hanloe. 1526 überließ das Kloster den Waldeckern Land in Mühlhausen.